# گورستان اسلامی منجیل
گورستان اسلامی منجیل مربوط به سده‌های میانه و متاخر دوران‌های تاریخی پس از اسلام است و در شهرستان رودبار، بخش مرکزی، شهر منجیل، گورستان فعلی شهر واقع شده و این اثر در تاریخ ۷ اسفند ۱۳۸۶ با شمارهٔ ثبت ۲۱۵۵۴ به‌عنوان یکی از آثار ملی ایران به ثبت رسیده است.